# Masculinidade

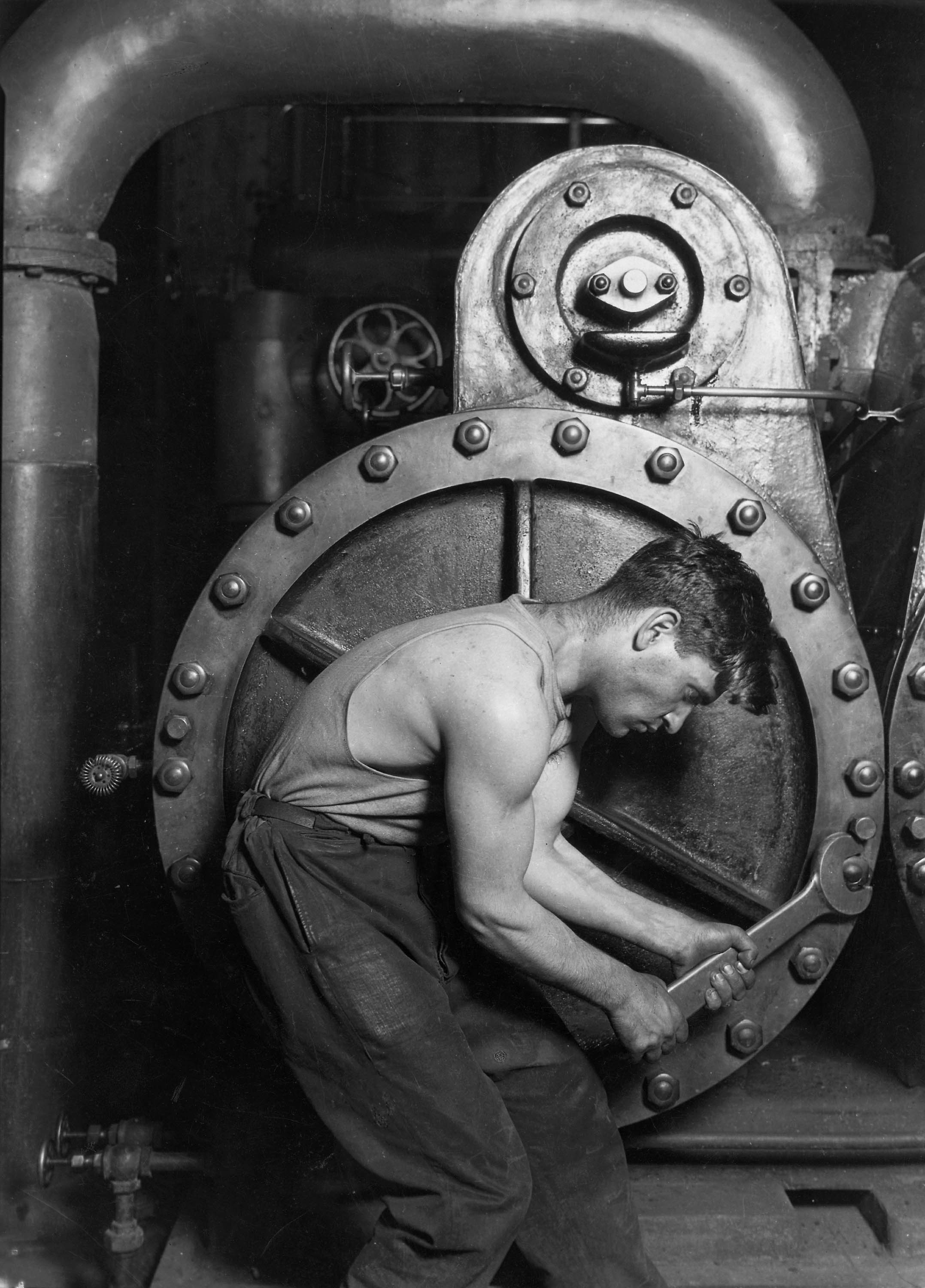
Durante a primeira metade do século XX, a imagem do homem másculo foi ligada ao trabalho braçal e à industrialização.

Masculinidade é um conjunto de atributos, comportamentos e papéis geralmente associados a meninos e homens. A masculinidade é composta tanto por fatores socialmente definidos quanto biologicamente, distintos da definição do sexo biológico masculino. Ambos homens e mulheres podem exibir traços e comportamentos masculinos. Aqueles que exibem características masculinas e femininas são considerados andróginos e filósofos feministas argumentaram que a ambiguidade de gênero pode confundir a classificação de gênero.
Traços masculinos incluem coragem, independência e assertividade. Esses traços variam conforme o local e contexto e são influenciados por fatores sociais e culturais. Uma ênfase excessiva na masculinidade e no poder, muitas vezes associada a um desrespeito pelas consequências e responsabilidades, é conhecida como machismo.

## Visão geral
As qualidades, características ou papéis masculinos são considerados típicos ou apropriados para um menino ou homem. Há graus de comparação: "muito masculino" e "mais masculino", e o oposto pode ser expresso por "não-másculo" ou "epiceno". Semelhante à masculinidade é a virilidade (do latim vir, "homem"). O conceito de masculinidade varia histórica e culturalmente; embora o Dândi tenha sido visto como um ideal de masculinidade do século XIX,  é agora considerado efeminado pelos padrões modernos. As normas masculinas, como descrito na Masculinity Reconstructed ("Masculinidade Reconstruída") de Ronald F. Levant, são "evitação da feminilidade", emoções restritas, sexo desconectado da intimidade, busca de realização e status, auto-suficiência, força e agressividade e homofobia". Estas normas reforçam o papel de gênero associando atributos e características a um gênero.
O estudo acadêmico da masculinidade recebeu atenção crescente durante o final dos anos 1980 e início dos anos 90, com o número de cursos sobre o assunto nos Estados Unidos subindo de 30 para mais de 300. Isso desencadeou a investigação da interseção da masculinidade com outros eixos de discriminação social e conceitos de outros campos, como a construção social da diferença de gênero.

### Desenvolvimento
Em muitas culturas, apresentar características não típicas do seu sexo pode ser um problema social. Na sociologia, esta rotulagem é conhecida como  suposições de gênero e faz parte da socialização para satisfazer os costumes de uma sociedade. O comportamento não padronizado pode ser considerado indicativo de homossexualidade, apesar da expressão de gênero, a identidade de gênero e a orientação sexual serem amplamente aceitas como conceitos distintos. Quando a sexualidade é definida em termos de escolha de objeto (como nos estudos iniciais da sexologia), a homossexualidade masculina é interpretada como efeminação. A desaprovação social da masculinidade excessiva pode ser expressa como "machismo"ou por neologismos como "envenenado por testosterona".

### Naturezaversuscriação
A medida em que a masculinidade é inata ou adquirida é debatida. A pesquisa genômica produziu informações sobre o desenvolvimento de características masculinas e o processo de diferenciação sexual específico do sistema reprodutivo humano. O fator determinante do testículo (também conhecido como proteína SRY) no cromossomo Y, crítico para o desenvolvimento sexual masculino, ativa a proteína SOX9. SOX9 trabalha com a proteína SF1 para aumentar o nível de Hormônio antimülleriano, reprimindo o desenvolvimento feminino enquanto ativando e formando um loop que se autoalimenta com a proteína FGF9; Isso cria as cordas dos testículos e é responsável pelas células de Sertoli que ajudam na produção de espermatozoides.
Como uma criança desenvolve identidade de gênero também é debatido. Alguns acreditam que a masculinidade está ligada ao corpo masculino; Nesta visão, a masculinidade está associada à  genitália masculina. Outros sugeriram que, embora a masculinidade possa ser influenciada pela biologia, é também uma construção cultural. Pesquisas recentes têm sido feitas sobre o auto-conceito de masculinidade e sua relação com a testosterona; Os resultados mostraram que a masculinidade não só difere em diferentes culturas, mas os níveis de testosterona não prevém o quão masculino ou feminino o indivíduo se sente.

## Libertação masculina
O movimento de libertação masculina surge no final da Década de 1960, a procura de entender como uma sociedade patriarcal também poderia afetar os homens. O movimento surge como uma resposta ao crescimento do feminismo, a contracultura da época, e a revolução sexual da época. Jack Sawyer publica On Male Liberation (Sobre a Liberação Masculina em português), onde discutia as implicações negativas do estereótipo do homem ideal.

## Masculinidade tóxica
Masculinidade tóxica é uma descrição estreita e repressiva da masculinidade que a designa como definida por violência, sexo, status e agressão, é o ideal cultural da masculinidade, onde a força é tudo, enquanto as emoções são uma fraqueza; sexo e brutalidade são padrões pelos quais os homens são avaliados, enquanto traços supostamente "femininos" - que podem variar de vulnerabilidade emocional a simplesmente não serem hipersexuais - são os meios pelos quais seu status como "homem" pode ser removido. Alguns do efeitos da masculinidade tóxica estão a supressão de sentimentos, encorajamento da violência, falta de incentivo em procurar ajuda, perpetuação da cultura do estupro, homofobia, misoginia, racismo e machismo.
A masculinidade tóxica é também tema recorrente do psiquiatra e autor norte-americano Frank Pittman, especialmente as maneiras pelas quais a masculinidade tradicional literalmente prejudica os homens. Os homens vivem sete anos menos do que as mulheres, têm taxas de mortalidade mais altas por homicídio, suicídio e acidentes além de serem as maiores vítimas de câncer de pulmão e cirrose. Pittman enfatiza que as normas da masculinidade exigem que a própria masculinidade seja perseguida por toda a vida. Pittman relaciona a masculinidade tóxica a homens que foram criados por mulheres sem terem um modelo masculino.
Nas últimas três décadas, cientistas sociais e o público em geral examinaram o conceito de masculinidade tóxica, enfocando atributos tradicionalmente masculinos que muitos perceberam como prejudiciais não só para as mulheres, mas também para os homens e para a sociedade. Em uma meta-análise de 78 estudos, incluindo 19.453 participantes, pesquisadores da Indiana University Bloomington e a Nanyang Technological University, em Cingapura, encontraram associações modestas mas negativas entre um número de normas masculinas e resultados de saúde mental. Essas normas sociais "masculinas" incluíam o desejo de ganhar, a necessidade de controle emocional, comportamentos de risco, violência, dominância, promiscuidade sexual, autossuficiência, alta importância atribuída ao trabalho, poder sobre as mulheres, desprezo pela homossexualidade e busca por status. As três normas que os pesquisadores descobriram ter os efeitos negativos mais consistentes sobre a saúde mental dos homens foram a autossuficiência, a busca por promiscuidade sexual e poder sobre as mulheres.